# Lưỡng đầu thọ địch
Lưỡng đầu thọ địch là tình huống chính trị, quân sự một quốc gia phải đối đầu cùng lúc hai lực lượng quân sự của hai quốc gia thù địch từ hai hướng đối diện. Ở cấp độ một trận đánh, một đơn vị quân đội phải chịu sự tấn công của hai cánh quân thù địch từ hai hướng. Một chiến thuật quân sự liên quan đến thuật ngữ "Lưỡng đầu thọ địch" là lối đánh gọng kìm, một đạo quân phải rơi vào tình huống này bởi cuộc tấn công theo lối đánh gọng kìm từ hai phía.

## Trường hợp lịch sử
- Kim đã liên kết với Tống để diệt nước Liêu vào năm 1125, quân Kim từ phía bắc đánh xuống, quân Tống từ phía nam đánh lên. (xem thêm: Liên minh trên biển)
- Lịch sử lặp lại khi Mông Cổ liên kết Nam Tống để diệt Kim vào năm 1234, quân Mông Cổ từ phía bắc đánh xuống, quân Nam Tống từ phía nam đánh lên. (xem thêm: Trận Thái Châu (1233-1234))
- Lịch sử Việt Nam cũng nhiều lần rơi vào tình huống này:
  - Khi Tống chuẩn bị tấn công xâm lược Đại Việt lần thứ hai, đáp ứng yêu cầu quân Tống, Champa đã tấn công từ hướng nam.[1] Khi diễn ra chiến tranh với Nhà Minh (từ 1407 đến 1428), Champa đã nhiều lần hợp quân với quân Minh để đánh các lực lượng của người Việt.
  - Trong giai đoạn nổi lên của Tây Sơn họ phải thường xuyên đối mặt cùng lúc hai hướng thù địch: Chúa Nguyễn ở phía nam, Chúa Trịnh ở phía bắc; đến khi quân Chúa Nguyễn tạm thời bị đánh bại và Chúa Trịnh bị loại bỏ, Tây Sơn phải chịu áp lực thù địch mới của liên quân Chúa Nguyễn - Xiêm La ở hướng nam và tây nam đồng thời đối đầu với Nhà Lê và quân Mãn Thanh ở phía bắc.
  - Tình huống khác là việc giải giáp quân Nhật vào cuối năm 1945, 1946, Việt Nam Dân chủ Cộng hòa trong tình thế quân Anh hiện diện ở phía nam vĩ tuyến 16, và quân Trung Hoa Dân quốc ở phía bắc vĩ tuyến 16. Trong khi Anh ra sức hỗ trợ Pháp trở lại tái chiếm Việt Nam, Trung Hoa Dân quốc cũng có động cơ chính trị riêng, gây ra hàng loạt khó khăn cho Việt Nam Dân chủ Cộng hòa.
- Trong cuộc xâm lược nước Nga vào năm 1709, quân Thụy Điển nhiều lần kêu gọi Thổ Nhĩ Kỳ đánh lên từ hướng nam để ép quân Nga vào thế phải chiến đấu hai mặt trận phía bắc và phía nam. (xem thêm: Đại chiến Bắc Âu)
- Với vị trí địa-chính trị của Đức, họ thường xuyên rơi vào tình thế chiến tranh theo cách này trong cả hai cuộc chiến tranh thế giới.
- Cuộc tấn công Ba Lan (1939): quân Ba Lan phải chống trả cùng lúc quân Đức từ phía tây và quân Liên Xô từ phía đông.
- Tình huống của Liên Xô trước sự đe dọa của phe Trục trên 2 mặt trận, Đức Quốc Xã từ phía tây, Đế quốc Nhật Bản từ phía đông. Sau khi nhà tình báo Richard Sorge xác nhận Nhật sẽ không tấn công Liên Xô,[2] Hồng quân đã bố trí quân phù hợp hơn, bao gồm chuyển quân từ Viễn Đông về Moskva góp phần đẩy quân Đức ra khỏi thủ đô Liên Xô.
- Tình huống của Trung Quốc trong cuối những năm 1970, khi họ mô tả Trung Quốc đang rơi vào tình thế "lưỡng đầu thọ địch", phía bắc là Liên bang Xô Viết, phía nam là Việt Nam đe dọa. (xem thêm: Hiệp ước Xô-Việt (1978))
- Tình huống của Cộng hòa xã hội chủ nghĩa Việt Nam khi cùng lúc tiến hành chiến tranh trên hai mặt trận, vừa đánh Campuchia ở hướng tây nam vừa đánh Trung Quốc ở phía bắc.[3]

## Sử dụng trong trường hợp khác
Cụm từ "lưỡng đầu thọ địch" cũng được sử dụng nhiều trong đời sống, trong ngôn ngữ nói, truyện hay các loại văn chương khác.

## Ảnh

Một tình huống Lưỡng đầu thọ địch trong chiến tranh. Quân Lam bị đánh gọng kìm từ liên quân Đỏ và Lục.
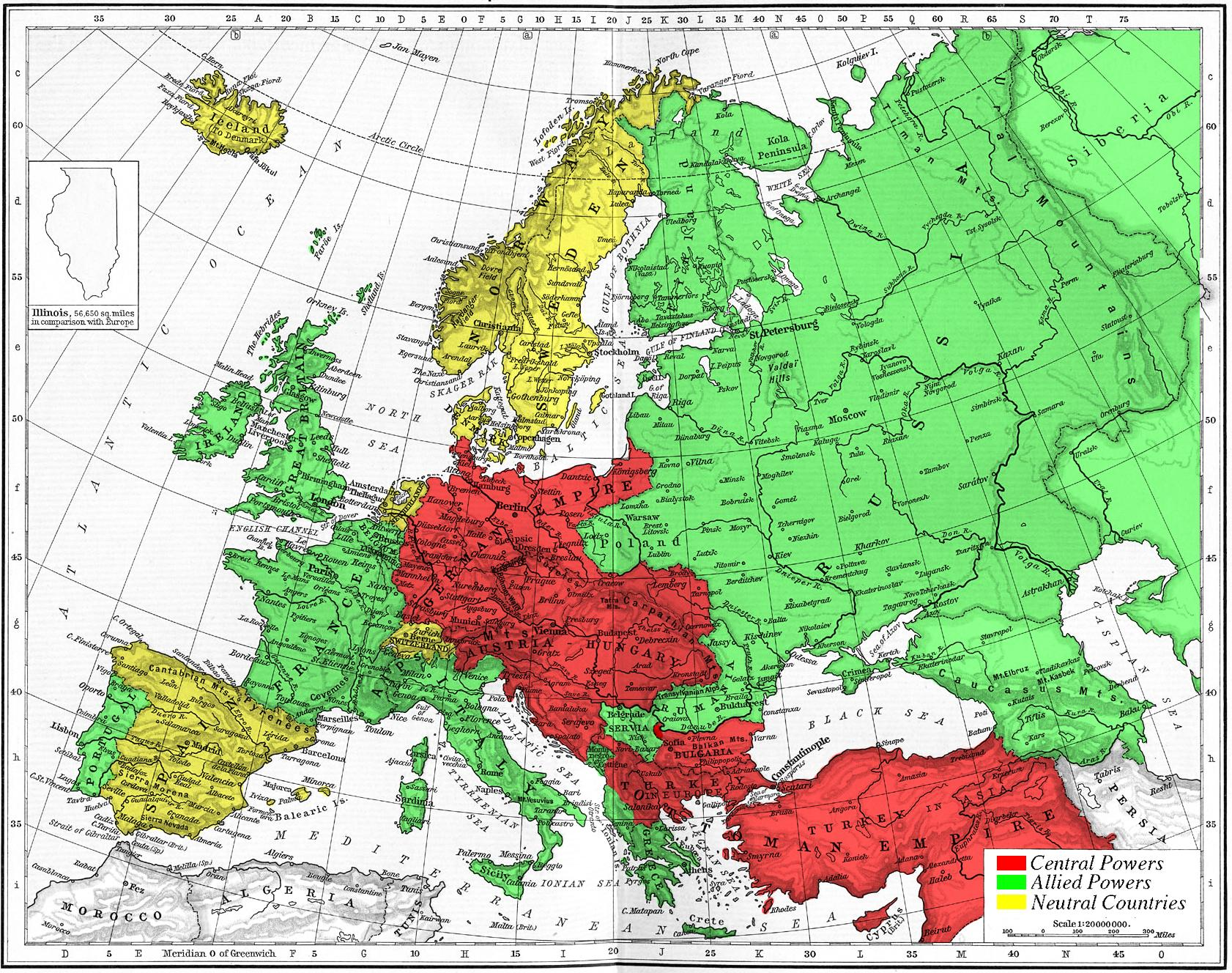
Liên minh Trung tâm bao gồm Đế quốc Đức, phải tiến hành chiến tranh chống các nước Hiệp ước ở hai mặt trận phía Tây và phía Đông.